# Friendly (Virginie-Occidentale)
Pour les articles homonymes, voir Friendly.
Friendly est une ville américaine située dans le comté de Tyler en Virginie-Occidentale.
Selon le recensement de 2010, Friendly compte 132 habitants. La municipalité s'étend sur 0,09 milles carrés (0,23 km2).
Selon le West Virginia Blue Book, la ville doit son nom à Friend Cochrane Williamson, petit-fils de l'un des premiers habitants du lieu, Thomas Williamson, qui s'y est implanté vers 1785. Pour d'autres, le nom proviendrait des Friendly, premiers habitants de la ville.